# Dionysius Schuler
Dionysius Schuler OFM (* 22. April 1854 in Schlatt als Augustinus Schuler; † 7. September 1926 in Sigmaringen-Gorheim) war ein deutscher Franziskaner,  Ordensoberer und Titularerzbischof.
Augustinus Schuler trat in die Kustodie Thuringia S. Elisabeth ein, die zur Sächsischen Franziskanerprovinz (Saxonia) gehörte, und erhielt den Ordensnamen Dionysius. Wegen des Kulturkampfes musste er zum Studium Deutschland verlassen; er studierte in Belgien und wurde 1876 in Mecheln zum Priester geweiht. Anschließend wirkte er als Seelsorger im Elsass und ab 1881 in Nordamerika, wo nach dem Kulturkampf rund 150 deutsche Franziskaner der Saxonia tätig waren.
1893 kehrte Dionysius Schuler nach Deutschland zurück und engagierte sich beim Aufbau der Thüringischen Franziskanerprovinz (Thuringia), die 1894 aus der Saxonia ausgegliedert und zur selbständigen Ordensprovinz erhoben wurde. P. Dionysius wurde 1899 zum Provinzialminister der Thuringia gewählt und übte das Amt bis 1903 aus. Dann wurde er in Rom Generalminister des 1897 von Papst Leo XIII. vereinigten Franziskanerordens und sah seine Hauptaufgabe darin, die Ausbreitung des Ordens und eine einheitliche Lebensweise seiner einzelnen Zweige zu fördern. Er reorganisierte die Hochschule des Ordens, Antonianum, in Rom und gründete die Zeitschrift Archivum Franciscanum Historicum. In seiner Amtszeit setzten Brüder des Ordenszweiges der Reformaten durch, dass sie wieder aus dem 1897 vereinigten Orden ausgegliedert wurden; Dionysius Schuler musste aufgrund dieser Auseinandersetzungen sein Amt als Generalminister 1911 niederlegen. Er wurde von Papst Pius X. zum Titularerzbischof von Nazianz ernannt und ging wieder nach Deutschland in die Provinz Thuringia, wo er 1926 im Kloster Gorheim starb.